# Nagrobek papieża Juliusza II

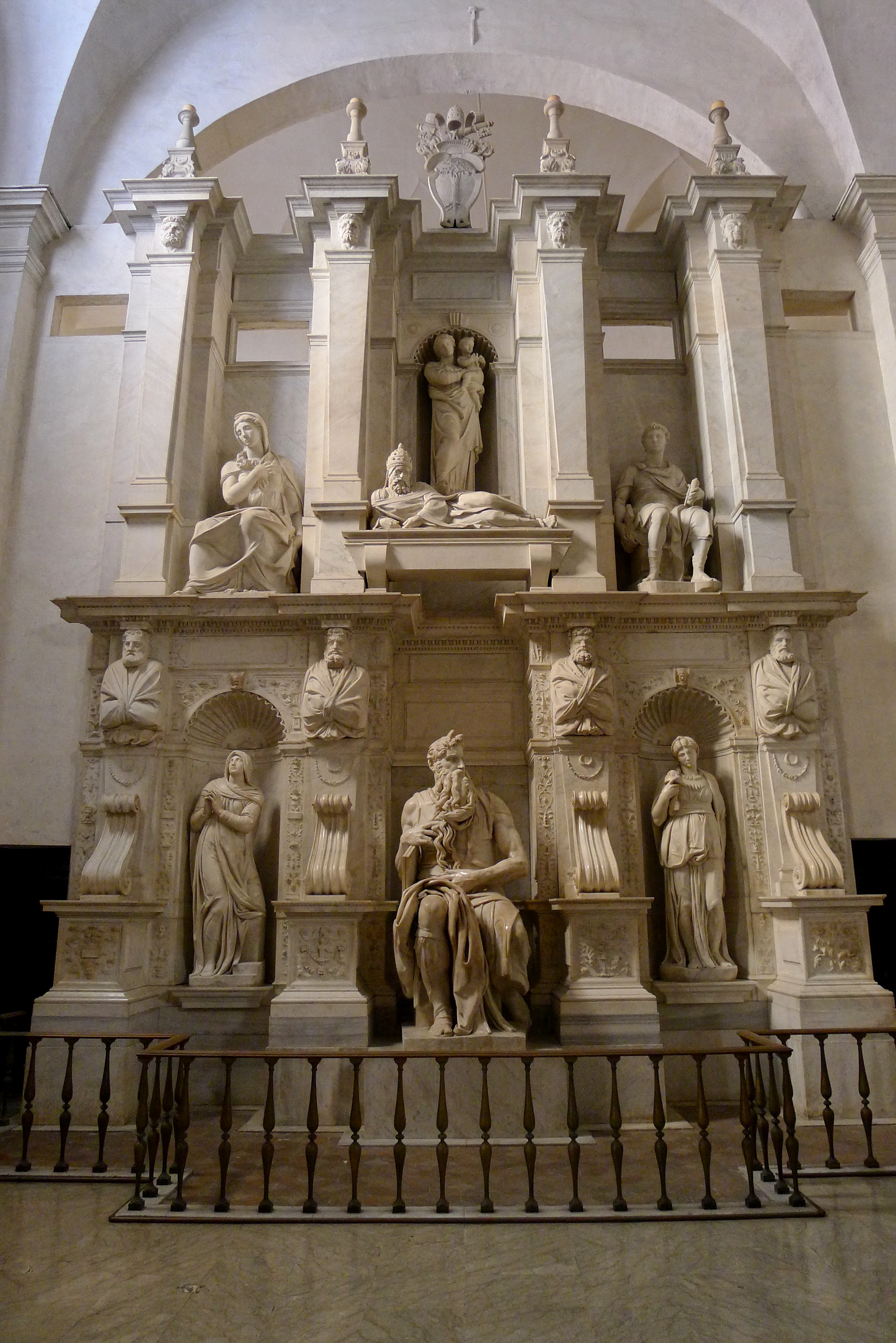
Nagrobek papieża Juliusza II z rzeźbami Michała Anioła

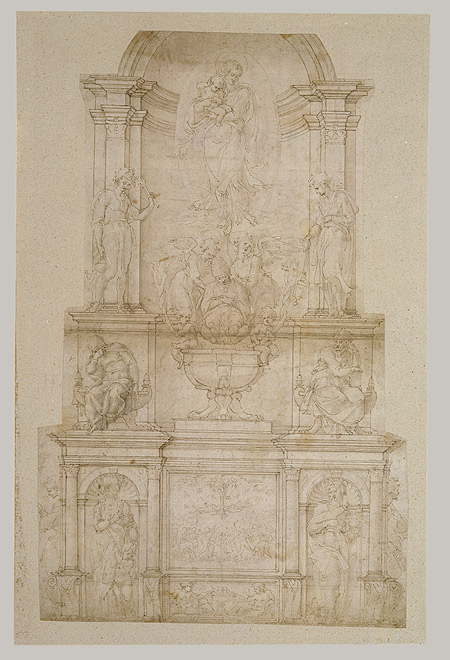
Projekt nagrobka z ok. 1513

Nagrobek papieża Juliusza II – renesansowy nagrobek autorstwa Michała Anioła i współpracujących z nim artystów, ukończony w 1545, znajdujący się w rzymskiej bazylice św. Piotra w Okowach.

## Historia
Nagrobek został zamówiony przez samego papieża Juliusza II w 1505. Miał stanąć w bazylice św. Piotra. Michał Anioł spędził sześć miesięcy w Carrarze, wybierając odpowiednie bloki skalne. W 1506 artysta powrócił do Rzymu, nie mając funduszy na realizację zamówienia. Papież Juliusz II odwołał zamówienie, po czym Michał Anioł wyjechał do Florencji. Juliusz zagroził wojną miastu, jeśli artysta nie wróci. Gdy Michał Anioł powrócił do Rzymu w 1508, zazdrośni Bramante i Rafael namówili papieża, by ten raczej zlecił młodemu rzeźbiarzowi namalowanie sklepienia kaplicy Sykstyńskiej. Spodziewali się, że rzeźbiarz nie da sobie rady na polu malarskim. Michał Anioł powrócił do realizacji projektu nagrobka papieskiego w 1512. Między 1512 a 1513 ukończył trzy rzeźby: Umierającego i Zbuntowanego jeńca (obecnie w Luwrze) oraz Mojżesza. Juliusz II umarł w lutym 1513. Nowy kontrakt z artystą podpisano 6 maja. W lipcu Michał Anioł zamówił wykonanie elementów architektonicznych dolnej części nagrobka u mistrza kamieniarskiego Antoniego  del Ponte w San Piero a Sieve, zgodnie z projektem z 1506. Zachowały się rysunki pierwotnego projektu, który powiększono w 1513. W 1516 przedstawiciele rodziny papieskiej della Rovere zawarli nowy kontrakt z Michałem Aniołem. Nagrobek miał stanąć w bazylice św. Piotra w Okowach. W latach dwudziestych XVI w. artysta ukończył rzeźbę Geniusz Wiktorii. Z tego okresu pochodzą również cztery niedokończone rzeźby Jeńców (obecnie we florenckiej Accademia di Belle Arti). Kontrakt zmieniano jeszcze dwa razy. Nagrobek ukończono w 1545. Tylko Mojżesz wyszedł spod dłuta Michała Anioła. Rzeźby Lei i Racheli przypisywane są artystom ze szkoły Michała Anioła. W górnej część znajduje się szereg rzeźb, których autorstwa nie należy przypisywać Michałowi Aniołowi.

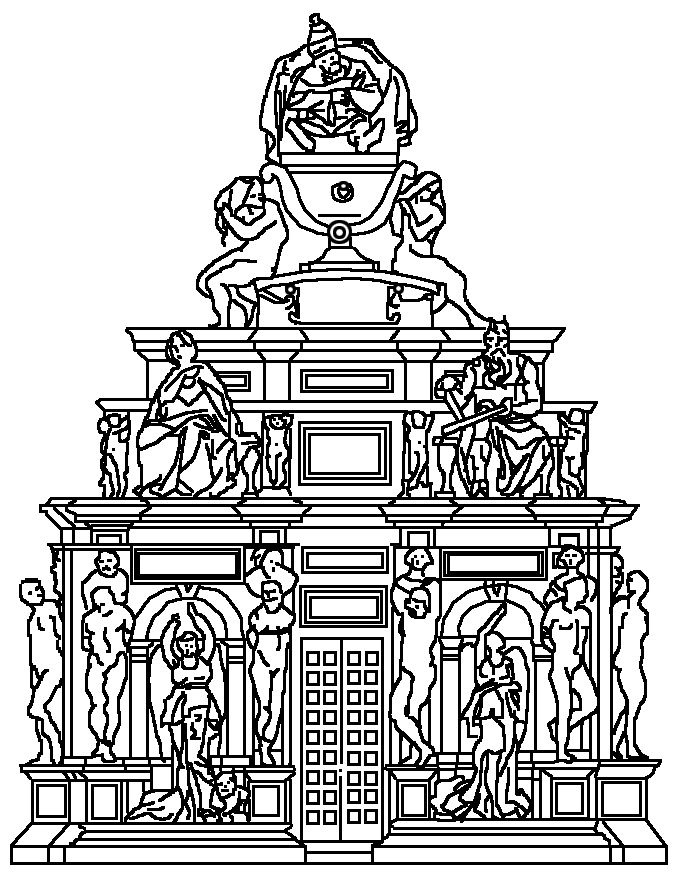
Pierwotny projekt nagrobka z 1505 (za Franco Russoli)
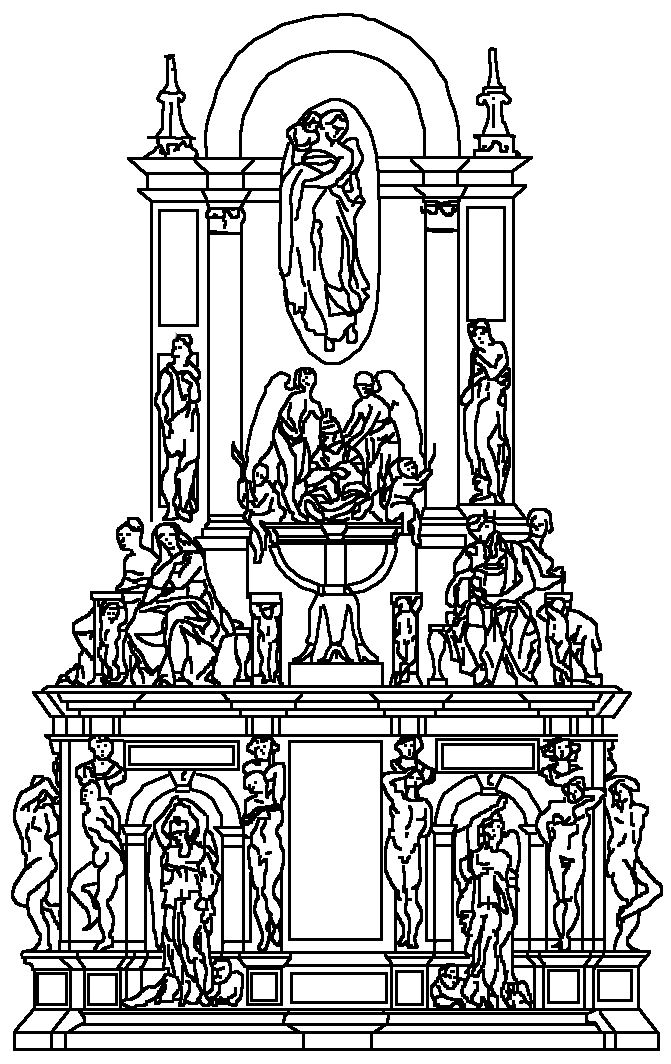
Rekonstrukcja projektu z 1513, na podstawie rysunku Jacomo Rocchettiego ze zbiorów berlińskiego Kupferstichkabinett
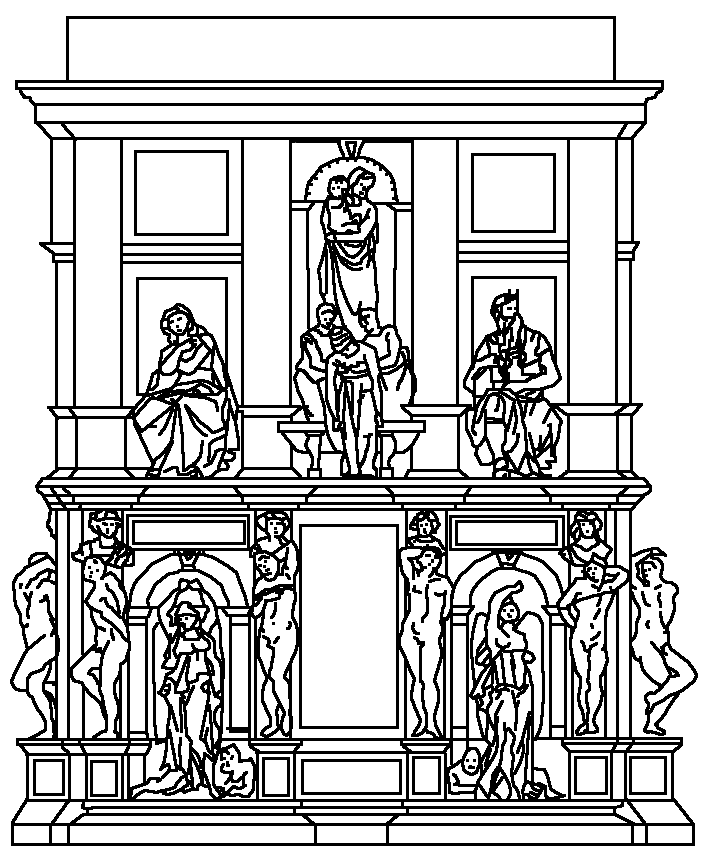
Rekonstrukcja projektu z 1516
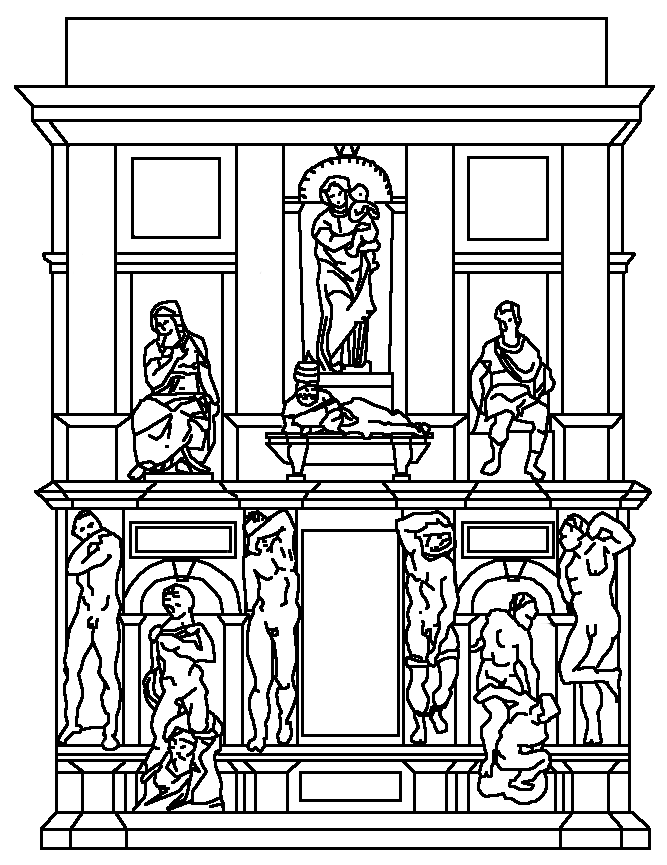
Rekonstrukcja projektu z 1532

## Rzeźby
Umierający i Zbuntowany jeniec zostali ukończeni przez Michała Anioła, ale nie włączono ich do ostatecznego projektu. Rzeźby te należą obecnie do zbiorów Luwru. Kolejna rzeźba, która miała należeć do struktury nagrobka, Geniusz Wiktorii, znajduje się w Pałacu Vecchio we Florencji.

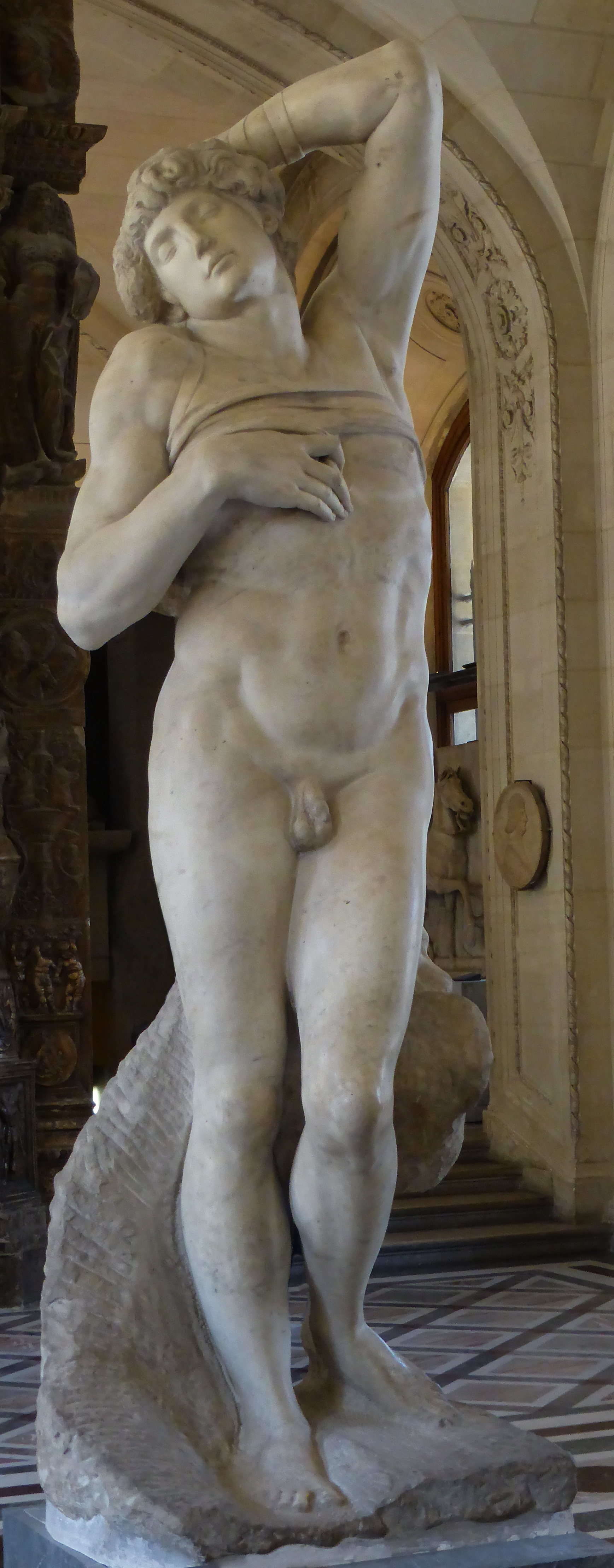
Umierający jeniec, ok. 1513
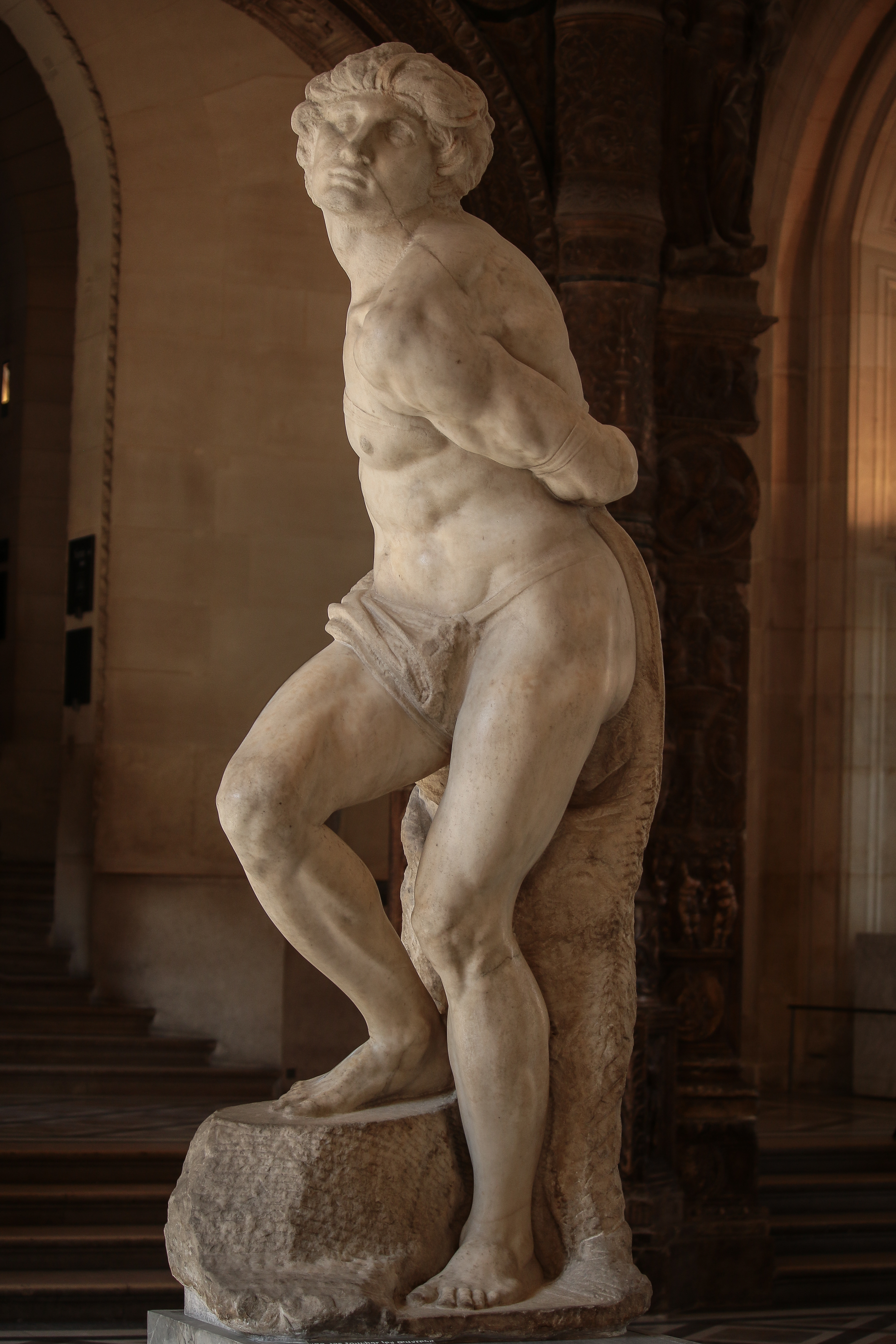
Zbuntowany jeniec, ok. 1513
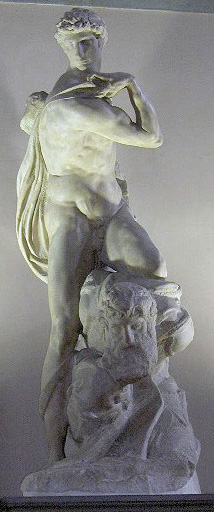
Geniusz Wiktorii, 1527-1530

Kolejnymi rzeźbami, mającymi znaleźć się w nagrobku, były: Młody jeniec, Brodaty jeniec, Atlas oraz Przeciągający się jeniec. Rzeźby Racheli oraz Lei, jako alegorie życia aktywnego i kontemplatywnego, wyszły spod dłuta ucznia Anioła – Raffaello da Montelupo. Pozostałe rzeźby są autorstwa mniej utalentowanych jego uczniów.

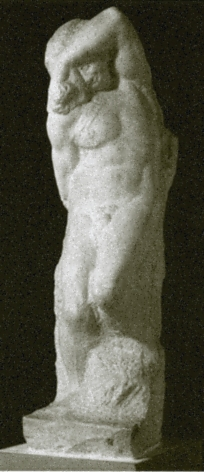
Młody jeniec, 1525–1530
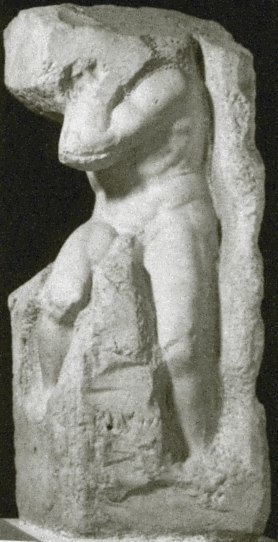
Atlas, 1525–1530
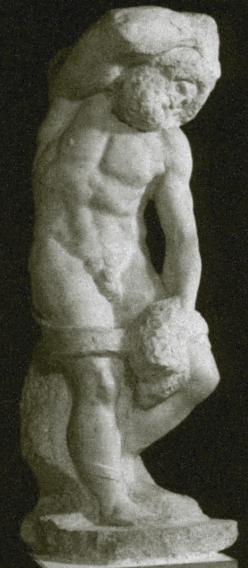
Brodaty jeniec, 1525–1530
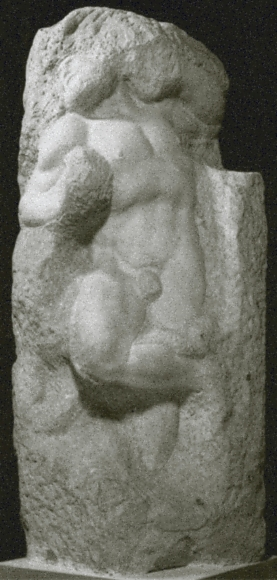
Przeciągający się jeniec, 1525–1530